# Ţarlān
Ţarlān (persiska: طرلان, طَرلا) är en ort i Iran.   Den ligger i provinsen Markazi, i den nordvästra delen av landet, 220 km väster om huvudstaden Teheran. Ţarlān ligger 1 974 meter över havet och antalet invånare är 181.
Terrängen runt Ţarlān är kuperad. Runt Ţarlān är det ganska tätbefolkat, med 120 invånare per kvadratkilometer. Närmaste större samhälle är Komījān, 17,1 km sydost om Ţarlān. Trakten runt Ţarlān består i huvudsak av gräsmarker.